# Belgisch Verbond der Eenheidssyndicaten
Het Belgisch Verbond van Eenheidssyndicaten (BVES) was een Belgische communistische vakbond. Het BVES ontstond uit een fusie van de verschillende Syndikale Strijdkomitees na de Tweede Wereldoorlog en telde op zijn hoogtepunt 165.968 leden.

## Geschiedenis

### Oprichting
De Syndikale Strijdkomitees (SSK's) probeerden al vroeg na de Tweede Wereldoorlog een nationale vakbond op te zetten. Zo werd er reeds op 1 oktober 1944 een conferentie gehouden met 1200 afgevaardigden uit 400 bedrijven. Aanvankelijk kon de oproep van de SSK's tot een eenheidsvakbond op weinig steun rekenen bij het Belgisch Vakverbond en het Algemeen Christelijk Vakverbond. Zo kwam het tot een structuur onder de naam Belgisch Verbond der Eenheidssyndicaten. Al snel kon de nieuw opgerichte vakbond op de steun van zo'n 175.000 leden rekenen.
Door de onervarenheid van de vakbondskaders ontstond er ontgoocheling onder de achterban. Daar kwam nog bij dat de Kommunistische Partij van België (KPB) in die periode deelnam aan het regeringsbeleid. Door haar gematigde opstelling konden de communistische syndicalisten niet voluit gaan in de strijd. Zo kreeg het BVES het moeilijk zijn leden te behouden en daalde het ledental licht.

### Eenheidsvakbond
Op 28 en 29 april 1945 kwam het tot een fusiecongres met de andere linkse vakbonden op vraag van het BVES. Zij hadden aan het Belgisch Vakverbond (BVV) voorgesteld om een gemeenschappelijk bureau (Confederatie der Geünifieerde Vakbonden van België) in te richten. Het BVV, bij monde van Joseph Bondas, wilde echter enkel deelnemen indien ook de Mouvement Syndical Unifié (MSU) van André Renard deelnam aan de gesprekken. Het fusiecongres was een succes en de 3 bovengenoemde vakbonden en het Algemeen Geünifieerd Syndicaat der Openbare Diensten (ASOD) besloten voortaan samen verder te gaan onder de noemer Algemeen Belgisch Vakverbond (ABVV).

### Interne strubbelingen
Omwille van diverse redenen daalde de communistische aanwezigheid in de top van het ABVV. Zo was Théo Dejace reeds eind 1945 de enige communistische vertegenwoordiger in het nationaal ABVV-secretariaat. Naar buiten toe bleef de eenheid van de vakbeweging echter gehandhaafd. Op 20 maart 1947 kwam het echter, naar aanleiding van het ontslag van de communistische ministers uit de regering Huysmans, tot een openlijke strijd. Cruciaal hierin was het moment waarop de KPB via stakingen tegen de levensduurte en voor de deblokkering van de lonen in de gas- en elektriciteitssector de regering Spaak III in het nauw trachtte te drijven. Wanneer ze echter trachtte de staking te veralgemenen, door de Brusselse post- en trambestuurders te betrekken, greep socialistisch minister van Verkeerswezen Achiel Van Acker in door het ontslag van 522 poststakers. Vervolgens zouden verschillende communistische syndicalisten zich van de KPB distantiëren. Wanneer het bestuur van de KPB besloot Théo Dajace terug te trekken uit het nationaal ABVV-secretariaat, duurde het niet lang vooraleer de laatste communisten uit de ABVV-top waren verwijderd.